# Egenmakt
Begreppet egenmakt syftar till att en individ ska känna att denne har makt över sin egen situation, sina arbetsuppgifter och sin närmiljö. Med andra ord handlar det om att individen ska ha makt över personliga, socioekonomiska och miljörelaterade faktorer som påverkar hälsan. Det motsvarar det engelska ordet empowerment och kan jämföras med en persons självförtroende att påverka sitt eget liv.
Inom omvårdnad används begreppet för att beskriva metoder, såsom hälsocoachande samtal, för att en individ ska få förbättrad hälsa. Individen får skriftlig eller muntlig information, och utifrån tidigare kunskap och den nya informationen fattar individen beslut om sin situation för att förbättra sin hälsa. Individens val/beslut behöver inte vara korrekta beslut enligt någon annan, utan det som är väsentligt är att individen själv känner egenmakt, så att denne kan förbättra sin egen hälsa.
Ordet har använts flitigt sedan 1980-talet inom management och togs från USA in i organisations- och kompetensutveckling. 
Begreppet "inlärd hjälplöshet" används ofta i organisations- och beteendepsykologi i motsats till egenmakt eller empowerment. I företag eller organisationer där medarbetare känner att man inte kan påverka situationen uppstår ofta dåligt kundbemötande och låg effektivitet. Därför är det i allas intresse att etablera organisationer med ett starkt "empowerment" till skillnad från inlärd hjälplöshet. 
I Sverige användes uttrycket först av Socialdemokratiska ungdomsförbundets (SSU) företrädare Tomas Eneroth och senare av SSU-ordföranden Karl-Petter Thorwaldsson år 1993. I detta sammanhang blev den politiska innebörden av ordet att motverka en tendens där medborgaren lutar sig tillbaka i välfärden, eller är desillusionerad och inte tar aktiv del i det politiska samhällslivet. SSU:s initiativ blev inledningen till den så kallade egenmaktsutredningen, som publicerades som SOU 1996:177 med titeln Egenmakt – att återerövra vardagen. Numera används ordet i hela det politiska spektrumet.